# Kulturministeriets Børnebogspris
Kulturministeriets forfatterpris for børne- og ungdomsbøger (Kulturministeriets Børnebogs-pris) er en pris, der gives for at hædre en særlig indsats for den danske børne- og ungdomsbog af høj litterær og kunstnerisk kvalitet. Prisen kan tildeles en for enkelt titel eller for et helt forfatterskab. Med prisen følger 30.000 kr., der tilvejebringes ved tilskud fra tipsmidlerne.

## Modtagere
- 1954 – Egon Mathiesen: Mis med de blå øjne og Alfred Johansen: Den grønne flaske[1]
- 1956 – Poul Jeppesen: Henrik
- 1957 – Palle Lauring: Stendolken
- 1958 – Estrid Ott: Chico's lange vandring
- 1959 – Tove Ditlevsen: Annelise – tretten år
- 1960 – Karen Plovgaard: Sanne Karen Herold Olsen: Afrika
- 1961 – Poul E. Knudsen: Væddemålet og Arne Ungermann: Da solen blev forkølet
- 1962 – Thøger Birkeland: Når hanen galer
- 1963 – Valborg Bjerge Hansen: Helle – ikke som de andre, Marlie Brande: Da skoene løb med Laura og Ib Spang Olsen: Drengen i månen
- 1964 – Ib Spang Olsen: Det lille lokomotiv, Blæsten og Regnen og Mona og Peter Chr. Pedersen: Israel
- 1965 – Halfdan Rasmussen: Børnerim
- 1967 – Jan Møller: Borger i det gamle København og Ib Spang Olsen: Mosekonens bryg
- 1968 – Cecil Bødker: Silas og den sorte hoppe
- 1969 – Ole Lund Kirkegaard: Albert
- 1970 – Erik Chr. Haugaard: De små fisk
- 1971 – Benny Andersen: Snøvsen på sommerferie
- 1972 – Per Holm Knudsen: Sådan får man et barn og Niels Jensen: Da landet lå øde
- 1973 – Merete Kruuse: Rode-Rikke
- 1974 – Palle Petersen: 50 år i jernet
- 1975 – Inge Krog: Hjemmefra
- 1976 – Leif Esper Andersen: Fremmed
- 1977 – Bjarne Reuter: En dag i Hector Hansens liv
- 1978 – Bent Haller: Indianeren
- 1979 – Franz Berliner: Ulven som jager alene og Hævneren
- 1980 – Lars-Henrik Olsen: Ræven i skoven
- 1981 – John Nehm: Stemplerne og Torben Weinreich: Manden i vinduet
- 1982 – Kirsten Holst: Også om mange år
- 1983 – Iris Garnov: Ud i det blå og Vinterøen
- 1984 – Gerd Rindel: Øretævens vej, Slagsmål og silkebånd og Brændevin og vokseværk
- 1985 – Peter Mouritzen: Haltefanden og Knud Erik Pedersen: Esben, Esben og Jakob og Esbens hemmelighed
- 1986 – Søren Vagn Jacobsen: Krabbetågen
- 1987 – Josefine Ottesen: Eventyret om fjeren og rosen
- 1988 – Bent Rasmussen: Bitte Bødvar og banen
- 1989 – Louis Jensen: Krystalmanden, Tusindfuglen, Hjerterejsen, Det grønne spor og Drageflyverne
- 1990 – Kim Fupz Aakeson: Dengang min onkel Kulle blev skør og Stor og stærk
- 1991 – Thomas Winding: Min lille hund Mester og Mester, min lille hund i natten
- 1992 – Jens Peder Larsen: Brønden
- 1993 – Lotte Inuk: Gina og Gina je t'aime
- 1994 – Anders Johansen: Kærlighedens labyrint
- 1995 – Bodil Bredsdorff: Krageungen, Eidi, Tink og Alek
- 1996 – Dorte Karrebæk: Pigen der var go' til mange ting
- 1997 – Cecilie Eken:  Sikkas fortælling
- 1998 – Wivi Leth: Engle græder ikke
- 1999 – Martin Petersen: Med ilden i ryggen
- 2000 – Kåre Bluitgen: Niels Klims forunderlige rejse 1-4
- 2001 – Janne Teller: Intet
- 2002 – Bente Clod: Englekraft, I vilden sky og Himmelfald
- 2003 – Kamilla Hega Holst: Den sovende sangerinde
- 2004 – Daniel Zimakoff: En dødssyg ven
- 2005 – Birgit Strandbygaard: Drengen der samlede på ord
- 2006 – Charlotte Blay: Skrællingen – Tora i vinland
- 2007 – Cecilie Eken: Mørkebarnet
- 2008 – Josefine Ottesen: Golak
- 2009 – Anita Krumbach: Et mærkeligt skib
- 2010 – Jesper Wung-Sung: Kopierne
- 2011 – Kim Fupz Aakeson: Jeg begyndte sådan set bare at gå
- 2012 – Ronnie Andersen: Komatøs
- 2013 – Sanne Munk Jensen og Glenn Ringtved: Dig og mig ved daggry
- 2014 – Mette Hegnhøj: Ella er mit navn vil du købe det?
- 2015 – Mette Eike Neerlin: Hest, hest, tiger, tiger
- 2016 – Hanne Kvist: Dyr med pels - og uden
- 2017 – Mette Vedsø: Hest Horse pferd cheval love
- 2018 – Jesper Wung-Sung: Aben og gabestokken
- 2019 – Kathrine Assels: Mester Ester
- 2020 – Adam O.: Den rustne verden. 3. del: Ukrudt
- 2021 – Tina Sakura: Bjørnen
- 2022 – Vilma Sandnes Johansson: Tænk ikke på mig
- 2023 – Hanne Dagmar Raaberg: Papirhjerter